# 甲斐市立敷島中学校

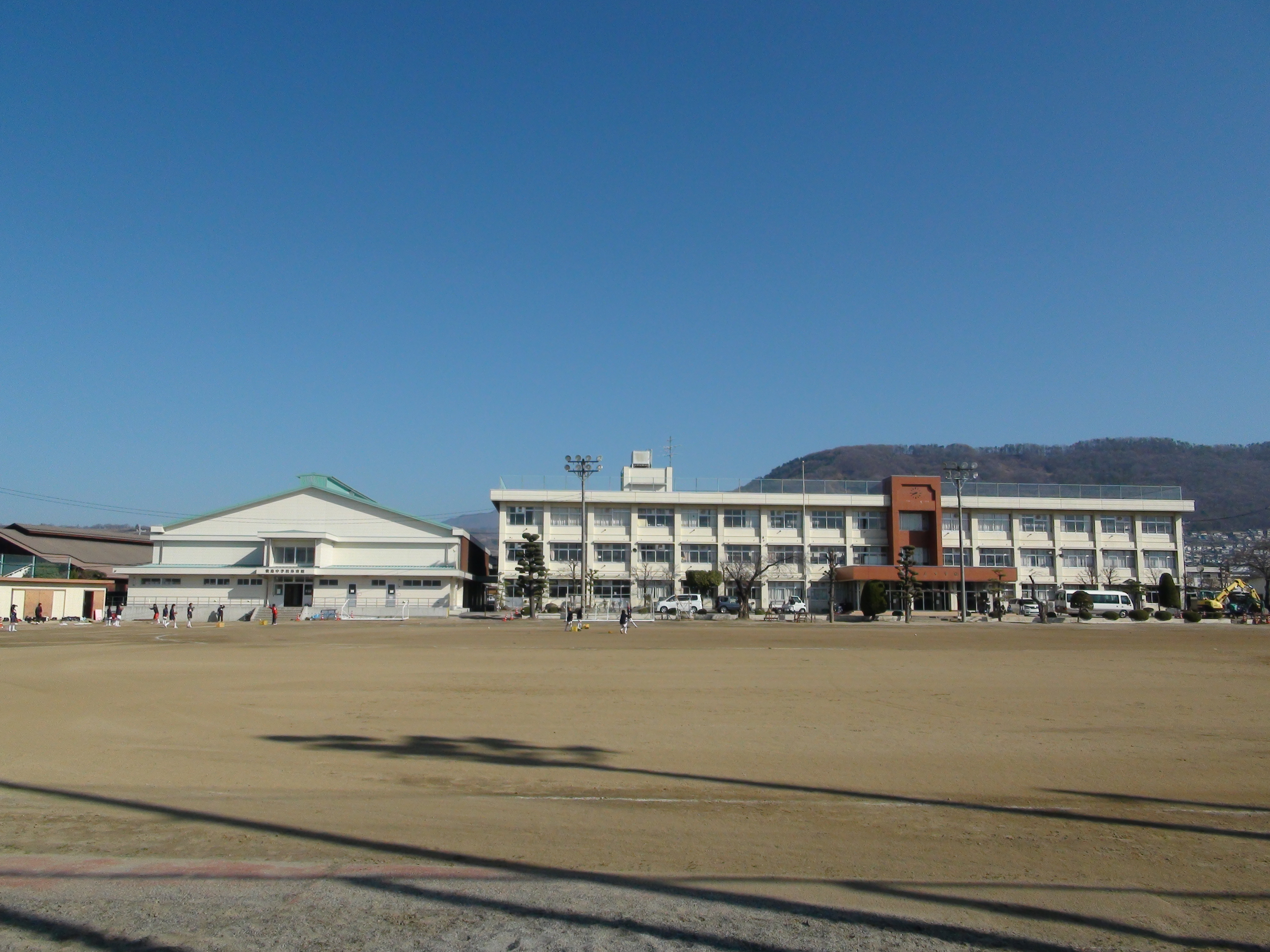
甲斐市立敷島中学校（2013年3月撮影）

甲斐市立敷島中学校（かいしりつ しきしまちゅうがっこう）は、山梨県甲斐市にある公立中学校。地元では「敷中」（しきちゅう）と略称される。
学園祭は「年輪祭」という。

## 沿革
- 1947年4月 - 敷島小学校を仮校舎として敷島町立敷島中学校創立。
- 1948年11月 - 旧敷島町島上条（現在地）に新校舎落成。
- 1949年3月 - 開校式及び校歌制定。
- 1962年4月 - 清川中学校、睦沢中学校を統合。
- 1963年4月 - 吉沢中学校を統合し、旧敷島町内のすべての中学校を完全統合。
- 1965年5月 - 旧敷島町立敷島町民体育館完成。
- 1983年4月 - 新校舎の落成。
- 1999年8月 - 旧2号館を取り壊し新2号館落成。
- 2002年12月 - 全国中学校駅伝大会（山口県）へ出場。
- 2004年9月 - 中巨摩郡敷島町・竜王町および北巨摩郡双葉町が合併して甲斐市が発足したことにより、甲斐市立敷島中学校と改称。
- 2005年8月 - 野球部が関東大会に出場。
- 2005年10月 - 吹奏楽部が全日本吹奏楽コンクール（名古屋市）で金賞受賞。
- 2006年2月 - 吹奏楽部が全国アンサンブルコンテスト（岩手県）の金管八重奏部門で銀賞受賞。
- 2006年10月 - 吹奏楽部が全日本吹奏楽コンクール（東京都）で2年連続金賞受賞。
- 2007年3月 - 吹奏楽部が全国アンサンブルコンテスト（神奈川県）の管楽八重奏部門で銀賞受賞。
- 2007年10月 - 吹奏楽部が全日本吹奏楽コンクール（東京都）で銀賞受賞。
- 2008年3月 - 吹奏楽部が全国アンサンブルコンテスト（富山県）の管楽八重奏部門で金賞受賞。
- 2009年10月 - 吹奏楽部が全日本吹奏楽コンクール（東京都）で銅賞受賞。
- 2010年10月 - 吹奏楽部が全日本吹奏楽コンクール（東京都）で銀賞受賞。

| 23. 9. 4 | 西関東吹奏楽コンクール 金賞                                                                    |
| 24. 8.19 | 男子ソフトテニス部全国大会出場                                                                 |
| 24. 9. 9 | 西関東吹奏楽コンクール 金賞                                                                    |
| 25. 9. 8 | 西関東吹奏楽コンクール 金賞                                                                    |
| 25.10.26 | 全日本吹奏楽コンクール 銀賞                                                                    |
| 26. 7. 8 | 1号館1・3階に冷水器設置                                                                        |
| 26. 8.23 | 生徒用下駄箱改修工事終了                                                                       |
| 26. 8.29 | 校庭改修工事終了                                                                               |
| 26. 9. 7 | 西関東吹奏楽コンクール（山梨） 銅賞                                                            |
| 27. 1.31 | 屋内体育館天井板撤去工事終了                                                                   |
| 27. 8. 9 | 関東中学校ソフトボール大会（山梨） ベスト４                                                    |
| 27. 8.17 | 全国中学校ソフトボール大会（宮城） 出場                                                        |
| 28.8.10  | 関東中学校ﾊﾞｽｹｯﾄﾎﾞｰﾙ大会 女子出場，ｿﾌﾄﾃﾆｽ大会 男子個人・団体出場（団体3位），水泳 男子個人出場 |
| 28.8.20  | 全国中学校大会（柔道 男子個人2名出場，ｿﾌﾄﾃﾆｽ 男子団体出場）                                    |
| 28.9.10  | 西関東吹奏楽コンクール出場 Ａの部：銅賞                                                        |
| 29.8.4   | 関東中学校テニス大会 男子個人出場                                                              |
| 29.8.10  | 関東中学校ソフトテニス大会 男子個人・団体出場                                                  |
| 29.8.18  | 全国中学校大会（柔道 女子個人出場，ｿﾌﾄﾃﾆｽ 男子団体出場，水泳 男子1,500m自由形第4位）           |
| 29.11.15 | 創立70周年記念行事（航空写真撮影，記念講演会                                                   |
| 30.1.24  | 甲斐市教委指定「小中連携教育推進事業」成果発表会開催                                           |

## 歴代校長
- - 初代校長
- 長田 和人
- 山本 成利 - 現校長

## 委員会
- 給食委員会
- 生活委員会
- 合唱委員会
- 選挙管理委員会
- 美化・福祉委員会
- 図書委員会
- 保健委員会
- 放送委員会
- 体育委員会
- 中央委員会（生徒会）

## クラブ活動

### 運動部
- サッカー部
- 野球部 - 2005年に関東大会出場。元東北楽天ゴールデンイーグルスの山村宏樹を輩出。
- ソフトボール部
- 男子バスケットボール部
- 女子バスケットボール部 - 2024年に全国大会出場。
- 女子バレー部
- 女子ソフトテニス部
- 男子ソフトテニス部
- 女子ソフトボール部
- 陸上部 - 2002年に全国中学校駅伝大会出場。
- 柔道部
- 剣道部
- アーチェリー部 - ソウルオリンピック、バルセロナオリンピックアーチェリー日本代表中込恵子を輩出。

### 文化部
- 吹奏楽部 - 2005-2006年に全日本吹奏楽コンクールで二年連続金賞受賞。全国アンサンブルコンテストなどでも常に上位。
- コンピュータ部
- 美術部
- 英語部

## 主な卒業生
- 山村宏樹（元楽天ゴールデンイーグルス投手）
- 中込恵子（アーチェリー選手）
- 鬼山直也（アーチェリー選手）

## 学校周辺
- 上条堰